# Republika (politické hnutí)
Republika (dříve Hnutie za demokraciu a Hlas ľudu) je slovenské ultranacionalistické politické hnutí, někdy označované jako neofašistické. Současným předsedou hnutí je od března 2021 Milan Uhrík.

## Historie

### Hnutie za demokraciu
Původně středové a populistické politické hnutí bylo založeno v roce 2002. Jedním ze zakladatelů hnutí a jeho prvním předsedou byl Ivan Gašparovič. Poté, co byl v roce 2004 s podporou HZD zvolen v přímé volbě za prezidenta Slovenské republiky, se předsedou hnutí stal Jozef Grapa.
Po prohraných parlamentních volbách v roce 2006 až do roku 2018 hnutí v celostátní politice nevyvíjelo žádnou aktivitu.

### Hlas ľudu a Republika
V roce 2018 hnutí převzal Peter Marček, bývalý poslanec hnutí Sme rodina. Hnutí se přejmenovalo na Hlas ľudu a zcela změnilo svou ideologii, která se posunula ke krajní pravici a nacionalismu. Hnutí posléze neúspěšně kandidovalo v několika volbách. V roce 2021 do hnutí vstoupili někteří bývalí členové a poslanci ĽSNS, se kterou Hlas ľudu již delší dobu spolupracoval, kteří ze strany odešli po sporech s jejím předsedou Marianem Kotlebou. Novým předsedou hnutí se stal Milan Uhrík a bylo přejmenováno na Republika.
V parlamentních volbách v roce 2023 hnutí získalo 4,75 % hlasů a nedostalo se do Národní rady.

## Vedení hnutí
Současné vedení hnutí Republika bylo zvoleno na kongresu strany v roce 2021:
- Milan Uhrík – předseda
- Ondrej Ďurica – místopředseda
- Milan Mazurek – místopředseda
- Miroslav Suja – místopředseda
- Marián Ďuriš – člen predsednictva
- Peter Marček – člen predsednictva
- Ján Kecskés – generální manažer

### Předsedové hnutí
- Ivan Gašparovič (2002–2004)
- Jozef Grapa (2005–2018)
- Peter Marček (2018–2021)
- Milan Uhrík (od 2021)

## Volební výsledky
Volební výsledky z voleb do Národní rady SR a Evropského parlamentu, kterých se hnutí účastnilo.
| Rok voleb | Volby do           | Počet hlasů (v %) | Počet mandátů | Umístění  | Parlamentní postavení |
| --------- | ------------------ | ----------------- | ------------- | --------- | --------------------- |
| 2002      | Národní rada SR    | 3,28 %            | 0             | 10. místo | neúčast v parlamentu  |
| 2004 *    | Evropský parlament | 1,69 %            | 0             | 10. místo | neúčast v parlamentu  |
| 2006      | Národní rada SR    | 0,63 %            | 0             | 10. místo | neúčast v parlamentu  |
| 2019      | Evropský parlament | 0,21 %            | 0             | 25. místo | neúčast v parlamentu  |
| 2020      | Národní rada SR    | 0,06 %            | 0             | 21. místo | neúčast v parlamentu  |
| 2023      | Národní rada SR    | 4,75 %            | 0             | 8. místo  | neúčast v parlamentu  |
| 2024      | Evropský parlament | 12,53 %           | 2             | 3. místo  |                       |

* Strana se zúčastnila voleb ve volební koalicí s Lidovou unií.